# Буковец (Фридек-Мистек)
Буковец (чеш. Bukovec) је насељено мјесто са административним статусом сеоске општине (чеш. obec) у округу Фридек-Мистек, у Моравско-Шлеском крају, Чешка Република. Буковец је најисточнија тачка Чешке Републике.

## Становништво
Према подацима о броју становника из 2014. године насеље је имало 1.391 становника.